# Lauburu

Il lauburu

Il lauburu (o croce basca) è un simbolo raffigurante una croce curvilinea ed è diventato uno dei simboli dei Paesi Baschi meridionali (Hegoalde) tra il XVI e il XVIII secolo. 

## Etimologia
Il "lau buru" ("quattro teste" in lingua basca) prende il nome dalla parola latina "labarum" che a sua volta deriva dal termine di probabile matrice celtica "làbaro", uno stendardo utilizzato in battaglia dai Cantabri (un popolo che in età pre-romana abitava quella zona della penisola iberica che sarebbe poi diventata la regione della Cantabria).

## Origini
L'etimologia della parola "làbaro" e la somiglianza con la svastica (simbolo peraltro diffuso in età pre-romana e romana non solo tra i Celti ma anche in molte altre zone di influenza indoeuropea come l'India, la Persia e l'Estremo Oriente) hanno indotto alcuni studiosi a pensare che il lauburu abbia un'origine celtica e non basca e che siano stati alcuni legionari baschi dell'esercito romano ad averlo portato in patria dopo una campagna presso i Celti.
Altre teorie sostengono che il lauburu derivi da un simbolo del sole conosciuto non solo dai Celti ma da quasi tutte le popolazioni del ceppo indoeuropeo e che sia stato trasmesso anche ai popoli non indoeuropei tramite la diffusione di un rito pagano solare.

## Significato
Sul significato che il lauburu ha assunto come simbolo dei Paesi Baschi si è molto discusso e ancora si discute: per alcuni rappresenta il sole, per altri il movimento dei corpi celesti, per altri ancora il significato dipende dall'orientamento dei suoi quattro bracci: se sono orientati verso destra rappresenta la vita e se sono orientati verso sinistra rappresenta la morte.
Secondo una diffusa tradizione le quattro parti della croce simboleggiano le quattro regioni che costituiscono i Paesi Baschi meridionali: l'Álava, la Biscaglia, la Gipuzkoa e la Navarra.

## Araldica
Il lauburu compare frequentemente nell'araldica civica dei Paesi Baschi.

D'oro, alla quercia sradicata al naturale sostenuta da una campagna di verde e accostata da due lauburu di nero (stemma di Ajangiz)

## Il lauburu e la svastica
La somiglianza è notevole e fu notata dai nazisti dapprima dall'Ahnenerbe che cercava le origini ancestrali della razza ariana in giro per il mondo e successivamente dalle truppe di stanza a Biarritz che nel tempo libero andavano oltre frontiera.
Questa somiglianza è stata sfruttata dalla locandina del documentario Una svastica sopra il Bidasoa che mostra una svastica rossa su sfondo giallo che  proietta come ombra un lauburu. In tale film è mostrata la ricerca ossessiva maniacale dei nazisti di questo simbolo che nei paesi baschi, vista l'origine ancestrale, è dappertutto comprese le case e i piatti decorati mostrati nel film.
Per questi motivi il lauburu compare diverse volte nel documentario Im Landen der Basken e nel documentario che lo ha incluso.